# طواف إيطاليا 1989
طواف إيطاليا 1989 هو سباق دراجات هوائية أقيم في إيطاليا بتاريخ مايو 21 — يونيو 11، تكون السباق من 22, مرحلة وامتدّ لمسافة 3418 كم بسرعة 36.512 كم/س، استغرق السباق 93 ساعة 30 دقيقة 16 ثانية. فاز به الفرنسي لوران فنون.

## الترتيب
| م                     | الدرّاج      | البلد    | الزمن                     |
| --------------------- | ----------- | -------- | ------------------------- |
| الفائز بالترتيب العام | لوران فنون  | فرنسا    | 93 ساعة 30 دقيقة 16 ثانية |
| التسلق                | لويس إيريرا | كولومبيا | -                         |